# Fenylketonuri
Fenylketonuri, även kallat Föllings sjukdom och förkortat PKU,[a] är en ärftlig, autosomalt recessiv ämnesomsättningssjukdom, som beror på att aminosyran fenylalanin inte kan omvandlas till aminosyran tyrosin. Detta leder till en ansamling av fenylalanin i kroppen, vilket om inget görs leder till psykisk utvecklingsstörning. Orsaken är en mutation i genen för enzymet fenylalaninhydroxylas som kodas av genen PAH. Enzymet bildas i levern. De första symtomen på utvecklingsstörning syns redan när barnet är ett par månader gammalt.
I folkmun kallas ibland sjukdomen fenylalaninallergi, men det handlar alltså inte om en allergi. På grund av de allvarliga följder av att få i sig fenylalanin hos de med sjukdomen finns lagstiftning i vissa länder där alla livsmedel märks med "innehåller en fenylalaninkälla" eller dylikt.

## Screening
Just på grund av att sjukdomen är monogen – alltså en genetisk sjukdom där avvikelsen beror på en enda gen – är den lätt att screena för. Detta görs oftast med hjälp av högupplösande vätskekromatografi, eller ibland Guthrie-test. Det är nödvändigt att upptäcka sjukdomen tidigt, eftersom irreversibla nervskador uppstår redan när barnet är månadsgammalt.
PKU var den första sjukdomen som alla nyfödda barn i Sverige screenades för och blodprover för barn födda i Sverige 1975 eller senare sparas i PKU-registret. Förutom påvisning av fenylketonuri, testas också i samma prov om barnet har kongenital hypotyreos, galaktosemi, adrenogenitalt syndrom och biotinidasbrist. Blodprovet kan tas både kapillärt och venöst.
Blod från det nyfödda barnets häl tas och placeras på ett Guthrine-kort. Ett Guthrie-test genomförs sedan med hjälp av bakterien Bacillus subtilis för att identifiera mängden fenylalanin i bloden. B-2-tienylalanin inhiberar tillväxten av bakterien på agarplattorna – men om en hög mängd fenylalanin och fenylpyruvat finns tillgänglig kommer tillväxt av bakterien att ske. Eftersom blodet hos ett drabbat barn innehåller en ökad mängd fenylalanin och fenylpyruvat så kan detta indikera att individen har en minskad mängd av enzymet och därmed en defekt PAH-gen. En koncentration på över 1200 µmol/L tyder på ett icke funktionellt enzym. (En koncentration på 100 µmol/L i friska individer.) Ytterligare DNA-baserade undersökningar där den exakta mutationen bestäms måste dock göras innan diagnosen kan fastställas.

## Frekvens
I Sverige föds cirka 5 barn med fenylketonuri per år, vilket ungefär motsvarar 5 per 100 000 nyfödda. och 2010 led 270 svenskar av sjukdomen.

## Mekanism
De biologiska mekanismerna bakom sjukdomsförloppet har ännu inte kunnat säkerställas, men en trolig hypotes pekar på tre faktorer:
- Den överdrivna mängden fenylalanin stör hjärnans livsnödvändiga transportsystem för aminosyror, särskilt i barndomen
- Syntetiseringen av signalsubstanser hämmas
- Det förekommer störningar i flera andra livsnödvändiga metabola processer, som krävs för neuronal utveckling och myelinbildning
- De elektriska ledningsbanor som behövs för normalfunktion av CNS utvecklas inte. Detta återspeglas i att nervcellernas dendriter blir missbildade.

## Behandling
Behandling av PKU sker idag i Sverige i de allra flesta fall endast genom att begränsa mängden protein i dieten. Proteiner som finns i allmän kost innehåller vanligen cirka 4–5 % fenylalanin. Fenylalanin är en essentiell aminosyra, och den är nödvändig för många proteiners funktion. Därför är det omöjligt att helt utesluta fenylalanin ur kosten. Målet med dietbehandlingen är att äta så mycket vanligt protein att fenylalaninnivåerna i blodet ligger på en optimal nivå. Hur mycket protein det innebär är mycket individuellt, men proteinrika livsmedel som till exempel kött, fisk och ägg ger snabbt stora mängder protein i maten, och passar alltså dåligt i PKU-dieten. Grunden är vegetarisk kost, undantaget proteinrika vegetariska livsmedel som till exempel linser och bönor. Som komplement till den mycket proteinfattiga dieten ges proteintillskott, som finns i olika varianter lämpliga för olika åldrar och olika situationer.
Förutom dietbehandling finns idag flera alternativ/komplement, men som i Sverige än så länge utnyttjas i liten omfattning. Den kompletterande behandling som idag är mest förekommande är medicinering med tetrahydrobiopterin (BH4), en kofaktor till fenylalaninhydroxylas, vilket för vissa patienter medger stora möjligheter till ökat proteininnehåll i kosten, utan att fenylalaninnivåerna stiger för högt. Framtiden får utvisa om denna eller kanske någon annan av de andra behandlingar som nu utvecklas kommer att minska behovet av strikt proteinfattig kost.
För det stora flertalet PKU-drabbade räcker kostbehandlingen för att hålla fenylalaninnivåerna på optimala nivåer i blodet, och upprätthålls dieten finns oftast alla förutsättningar för ett i övrigt helt normalt liv. Att ha god kontroll på kostintaget är särskilt viktigt för blivande mödrar med PKU, då alltför höga fenylalaninnivåer kan skada fostrets utveckling. PKU hos modern utgör i sig inte något hinder för att skaffa barn, men kräver god kontroll på fenylalaninnivåerna redan mycket tidigt i graviditeten.
2010 riskerade uppemot hundra personer med PKU att bli utan medicin när Tandvårds- och läkemedelsförmånsverket beslutade att läkemedlet Kuvan inte skulle ingå i högkostnadsskyddet eftersom behandlingen som kostar omkring en halv miljon kronor per år inte var kostnadseffektiv.